# 陳良玉 (元朝)
陈良玉，元朝将领，桂阳临武县（今湖南省临武县）人。
元朝末年，全国民变，湖广一带由徐寿辉、陈友谅先后占据。一些忠于元朝的地方豪强，聚众起兵，帮助元朝镇压民变。陳舜隆跟随陳均義一起起兵在湘南一带对抗反元势力。陈良玉是陈舜隆的族子，年轻时跟随陈舜隆重斩获有功，被元朝任命为英德路（今广东省英德市）同知，又兼常宁州（今湖南省常宁市）判官，官至元帅、都镇抚。